# Rybník (district de Levice)
Pour les articles homonymes, voir Rybník.
Rybník (hongrois : Garamszőlős) est un village de Slovaquie situé dans la région de Nitra.

## Histoire
Première mention écrite du village en 1075.

## Démographie

### Évolution de la population
| Année:               | 1994. | 2004.   | 2014.   | 2024.   |
| -------------------- | ----- | ------- | ------- | ------- |
| Nombre de personnes: | 1398  | 1404    | 1439    | 1385    |
| Différence:          |       | +0,42 % | +2,49 % | -3,75 % |

| Année:               | 2023. | 2024.   |
| -------------------- | ----- | ------- |
| Nombre de personnes: | 1394  | 1385    |
| Différence:          |       | -0,64 % |